# Jaroslav Burgr
Jaroslav Burgr (Velké Přítočno, 7 de março de 1906 - 15 de setembro de 1986) foi um futebolista checo que atuava como defensor.

## Carreira
Jaroslav Burgr fez parte do elenco da Seleção Checoslovaca de Futebol, na Copa de 1934 e 1938, atuando em quatro partidas.

## Títulos
- Copa do Mundo: Vice - 1934